# Судебная фотография

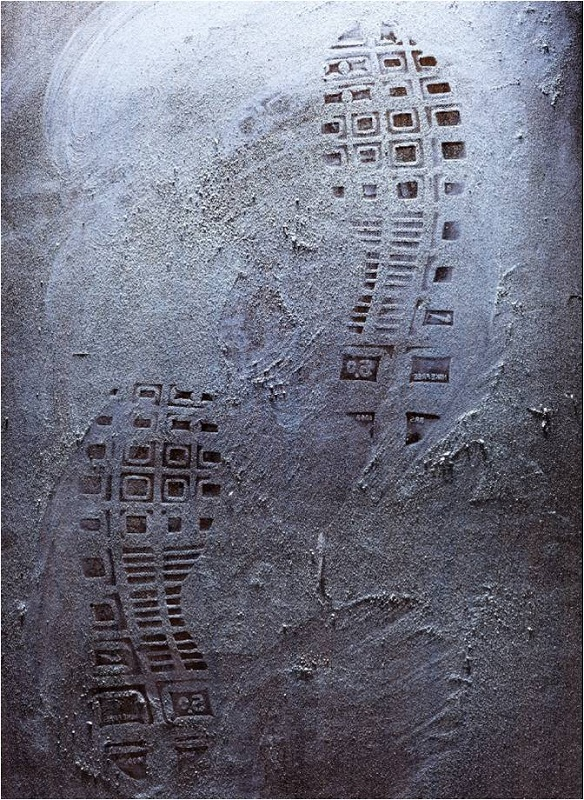
Отпечатки обуви, оставленные на месте преступления.

Судебная фотография (криминалистическая фотография, фотографирование места происшествия) ― вид деятельности, при котором фиксируется первоначальный вид места преступления и сопутствующие ему вещественные доказательства, чтобы обеспечить их сохранение для последующего рассмотрения в рамках судебного разбирательства. Фотография места преступления отличается от других разновидностей фотографии, поскольку судебные фотографы обычно преследуют цель сделать наибольшее количество изображений каждого конкретного предмета в его подробностях. 
Места совершения преступления могут быть основными источниками вещественных доказательств, которые используются для установления связи между подозреваемыми лицами и жертвами преступления, о чём говорит принцип обмена Локарда, основной принцип проведения расследования на месте преступления: всё, что обнаружено на месте преступления, может оказаться вещественным доказательством. При исследовании места преступления с применением научных методов первые действия на месте преступления имеют важное значение для успешного сохранения вещественных доказательств. Следователь, работающий на месте преступления, обязан обеспечить безопасность места происшествия и убедиться, что любые дальнейшие действия на месте не уничтожат улики. Использование многоуровневого метода безопасности решает эту задачу. Предварительное обследование места происшествия ― первое действие на месте происшествия. Во время обследования принимаются меры предосторожности в отношении недолговечных и условных доказательств.
Любая криминалистическая фотография должна учитывать три элемента на месте преступления: объект, масштаб и эталонный объект. Кроме того, общие криминалистические фотографии должны быть показаны нейтрально и давать наиболее точное представление о предмете.

## Особенности фотосъёмки места преступления
Обычная фотография, имеющая творческий и художественный характер, часто показывает картину по-разному. Однако судебно-медицинская фотография отличается в этом отношении. Она должны служить нескольким целям.
Людям, которые были на месте преступления, фотографии судебно-медицинской экспертизы помогут освежить память, увядающую со временем. Людям, которые не могли присутствовать на исходном месте преступления, это даёт возможность увидеть место преступления и обнаруженные на нём улики.
Кроме того, судебно-медицинские фотографии могут быть использованы специалистами правоохранительных органов, которые будут вовлечены в расследование преступления, и будут использованы позже, когда дело будет передано в суд. Судья, присяжные, адвокат и свидетели могут повторно использовать фотографии судебно-медицинской экспертизы для получения законных доказательств или справок. Иногда судебно-медицинские фотографии могут быть единственным способом собрать законные доказательства; поэтому здесь важны два ключевых момента:
1. Документирование места преступления и улик на месте преступления.
2. Сбор доказательств. Эти изображения впоследствии могут быть использованы в качестве фотографий для экспертизы экспертами / аналитиками из судебно-медицинской лаборатории[2].

## Оборудование
Инструменты, необходимые для надлежащей съёмки места преступления:
- Блокнот.
- Планшет и / или цифровое планшетное устройство
- Миллиметровая бумага.
- Письменные принадлежности (ручки, карандаши, маркеры).
- Фотокамера с внешней вспышкой.
- Видеокамера.
- Штатив.
- Измерительные приборы (рулетки, линейки, электронные измерительные приборы, перспективные сетки и др.).
- Опознавательные знаки и указатели местоположения или табло.
- Фотографический журнал.
- Компас.